# Arnošt Moulík
Arnošt Moulík (5. ledna 1935, Pečky – 30. prosince 2022, Praha) byl český muzikálový a operetní dirigent a klavírista. Jako šéfdirigent působil ve Státním divadle Brno a v Hudebním divadle Karlín. Po smrti Karla Vlacha vedl Orchestr Karla Vlacha.

## Život
Narodil se v Pečkách do rodiny s kožešnickou tradicí. Jeho matka v mládí zpívala a hrávala ochotnické divadlo a otec, i když byl kožešníkem, vždy toužil hrát na hudební nástroj. Když bylo Arnoštovi pět let, nechal mu proto vyrobit dětskou tahací harmoniku a vozil ho na lekce a na vystoupení. V osmi letech začal hrát jako dětská hvězda na odpoledních čajích v Lucerně a učil se hrát na klavír. U otce se učil také kožešnictví a podle rodinné tradici šel v mládí do učení na kožešnickou školu v Liberci. Ze školy ale v roce 1950 odešel a jako šestnáctiletý se dostal k divadlu, a to v Novém Boru, kde působil jen krátce. V témže roce přešel do Městského divadla na Kladně, kde získal v menších rolích i jevištní zkušenosti. Právě tady v devatenácti letech poprvé dirigoval orchestr, a to v Polské krvi.
Následně začal studovat skladbu a dirigování na Pražské konzervatoři. Po absolvování nastoupil roku 1960 do Hudebního divadla Karlín jako dirigent. V Karlíně nastudoval řadu tehdejších muzikálových novinek, jako byly Skandál v Lisabonu, Když je v Římě neděle nebo Bleší trh. V roce 1963 odešel do angažmá do Státního divadla v Brně jako šéfdirigent operety, kde vystřídal Miloslava Machka. Jako první představení, které zde dirigoval, bylo Když je v Římě neděle. Poté už následovaly další zahraniční novinky, jako například Kiss Me Kate, Hello, Dolly!, Muž z La Manchy nebo Šumař na střeše. Společně s druhým dirigentem souboru Jiřím Karáskem nastudoval a řídil československou premiéru West Side Story v roce 1970.
Po smrti Karla Vlacha se stal roku 1986 dirigentem Hudebního divadla Karlín a převzal umělecké vedení symfonického orchestru i Orchestru Karla Vlacha. V tomto divadle připravil například Sugar! (Někdo to rád horké), Cikáni jdou do nebe a Funny Girl a poprvé se zde setkal s Petrem Novotným. V roce 1992 odešel z Karlína a společně Petrem Novotným se podílel na řadu inscenacích a českých premiér, jako byli Bídníci a Jesus Christ Superstar. Roku 1994 se stal šéfdirigentem Hudebního divadla v Brně a jako vynikající pianista doprovázel sólisty souboru při hudebních podvečerech na Malé scéně Mahenova divadla.
Po dvou letech se opět vrátil do Karlínského divadla jako šéfdirigent. Po svém návratu nastudoval muzikály Superhvězda Mařenka, Hello, Dolly!, Klec bláznů, (Řek) Zorba, Viktor – Viktorie, Chicago, West Side Story nebo Netopýr. Převzal dirigování muzikálu My Fair Lady, s kterým byl v roce 2000 na turné s divadlem v Japonsku. Divadelní turné po Japonsku s Karlínským divadle opět absolvoval o dva roky později, kde dirigoval Straussova Netopýra, muzikál Sugar! (Někdo to rád horké) a muzikálový koncert That`s Musical Highlight.
Hostoval také v jiných divadlech. V Severočeském divadle opery a baletu v Ústí nad Labem nastudoval Funny Girl a v Jihočeském divadle v Českých Budějovicích připravil Čardášovou princeznu.
Za jeho práci mu byla roku 2013 udělena Zvláštní cena kolegia Thálie. O rok později byl uveden do Síně slávy Národního divadla Brno.
Byl celkem pětkrát ženatý. Jeho druhou manželkou byla Eva Veškrnová.
Zemřel 30. prosince 2022 ve věku 87 let v Praze po dlouhé nemoci. Na jeho přání se konal pohřeb pouze v rodinném kruhu. Po třech měsících od jeho smrti se na Malé scéně Hudebního divadla v Karlíně konalo setkání na jeho počest.